# Nekrolog 2. Quartal 1977
Nekrolog
◄◄
| ◄
| 1973
| 1974
| 1975
| 1976
| 1977 | 1978 | 1979 | 1980 | 1981 | ► | ►►
1. Quartal |
2. Quartal |
3. Quartal |
4. Quartal 1977
Weitere Ereignisse | Allgemeiner Nekrolog 1977
Die Beschreibung der verstorbenen Person sollte so kurz wie möglich gehalten sein und nur deren signifikante Tätigkeit(en) enthalten.
Neue Namen ggf. auch unter dem Geburts- und Sterbedatum, also etwa unter 1. Januar und im Geburts- und Sterbejahr (2024) eintragen (nur bei entsprechender großer Wichtigkeit). Für Beispiele siehe die schon vorhandenen Artikel.
Außerdem über die fünf zuletzt Verstorbenen, zu denen es einen ausreichend guten Artikel für eine Präsentation auf der Hauptseite gibt, nach der todesbedingten Überarbeitung der Artikel ggf. auch unter Wikipedia Diskussion:Hauptseite informieren und sie am besten auch in den anderen Wikipedia-Sprachversionen eintragen. Tipp: Regelmäßig bei news.google.de nach „ist tot“, „gestorben“ oder „verstorben“ suchen.
Wenn eine Person gestorben ist, gibt es viele Seiten zu dieser Person in der Wikipedia, die davon auch betroffen sind und entsprechend aktualisiert werden müssen. Beispiele: Namenübersichtsseite, Geburtsjahr, Geburtsort-Seiten und viele mehr.
Wie finde ich die betroffenen Seiten?
Im Suchfeld auf der linken Seite gibt man den Suchbegriff so ein: „Vorname Nachname“. Dann klickt man auf Volltext und alle Seiten mit entsprechendem Suchtext werden aufgerufen. Hier sieht man dann schnell, wo auch das Todesjahr Sinn macht oder sogar ein Teil des Artikels angepasst werden muss. Auch hilft das „Werkzeug“ auf der linken Seite sehr gut, um solche Seiten aufzufinden: „Links auf diese Seite“. Somit ist die Wikipedia wieder aktuell in allen Bereichen! Hinweis: bei Eintragung der Kategorie „Gestorben JAHR“ wird der Missbrauchsfilter 49 ausgelöst, was jedoch nicht schlimm ist. Siehe: Spezial:Missbrauchsfilter/49
Dies ist eine Liste von im zweiten Quartal 1977 verstorbenen bekannten Persönlichkeiten. Die Einträge erfolgen innerhalb der einzelnen Daten alphabetisch sortiert. Tiere sind im Nekrolog für Tiere zu finden.

## April
| Tag       | Name                                   | Beruf, bekannt als                                                                                              | Alter | Beleg |
| --------- | -------------------------------------- | --- | ----- | ----- |
| 1. April  | Kraudn Sepp                            | bayerischer Zitherspieler und Volksmusiksänger                                                                  | 80    |       |
| 1. April  | Rudolf Stracke                         | deutscher Beamter und Politiker (GB/BHE und GDP, später FDP)                                                    | 68    |       |
| 1. April  | Fritz Walter                           | deutscher Politiker (FDP), MdL, MdB                                                                             | 80    |       |
| 2. April  | Eduard Arnold                          | Schweizer Politiker (SP) und Bundesrichter                                                                      | 81    |       |
| 2. April  | Hans Ehrenberg                         | deutscher Mineraloge und Rektor der RWTH Aachen                                                                 | 82    |       |
| 2. April  | Hans Arnold Metzger                    | deutscher Kirchenmusiker, Organist, Komponist und Musikpädagoge                                                 | 63    |       |
| 2. April  | Oscar Olstad                           | norwegischer Turner                                                                                             | 89    |       |
| 2. April  | Cyril Radcliffe, 1. Viscount Radcliffe | britischer Rechtsanwalt und Publizist                                                                           | 78    |       |
| 2. April  | Willi Rohner                           | Schweizer Politiker (FDP)                                                                                       | 70    |       |
| 2. April  | Orlin Wassilew                         | bulgarischer Schriftsteller                                                                                     | 72    |       |
| 2. April  | Walter Wolf                            | deutscher Pädagoge und Politiker (KPD, SED)                                                                     | 70    |       |
| 3. April  | Benjamin Appel                         | US-amerikanischer Schriftsteller                                                                                | 69    |       |
| 3. April  | Wilhelm Boger                          | deutscher SS-Oberscharführer und Auschwitz-Verbrecher                                                           | 70    |       |
| 3. April  | Alexander H. Graham                    | US-amerikanischer Politiker                                                                                     | 86    |       |
| 3. April  | Pierre-Marie Théas                     | französischer römisch-katholischer Bischof                                                                      | 82    |       |
| 4. April  | Hans-Ulrich von Marchtaler             | deutscher Diplomat                                                                                              | 71    |       |
| 4. April  | Alois Reiser                           | tschechisch-amerikanischer Komponist, Cellist und Dirigent                                                      | 89    |       |
| 4. April  | Bjambyn Rintschen                      | mongolischer Schriftsteller                                                                                     | 71    |       |
| 4. April  | Julius Watkins                         | US-amerikanischer Jazzhornist                                                                                   | 55    |       |
| 4. April  | Eugene Zádor                           | ungarisch-US-amerikanischer Komponist                                                                           | 82    |       |
| 5. April  | Philip Bard                            | US-amerikanischer Physiologe                                                                                    |       |       |
| 5. April  | Hugo Dornhofer                         | deutscher Politiker (CDU), Abgeordneter des Thüringer Landtages (SBZ)                                           | 80    |       |
| 5. April  | Werner Heynisch                        | deutscher SED-Funktionär, Präsident der Bauakademie der DDR                                                     | 53    |       |
| 5. April  | Luperce Miranda                        | brasilianischer Mandolinist und Komponist                                                                       | 72    |       |
| 5. April  | Carlos Prío                            | kubanischer Präsident                                                                                           | 73    |       |
| 5. April  | Bekir Refet                            | türkischer Fußballspieler                                                                                       | 77    |       |
| 5. April  | Vicente Roig y Villalba                | spanischer römisch-katholischer Ordensgeistlicher, Bischof von Valledupar                                       | 72    |       |
| 6. April  | Broadus Erle                           | US-amerikanischer Geiger und Musikpädagoge                                                                      | 59    |       |
| 6. April  | Ursula Grabley                         | deutsche Schauspielerin                                                                                         | 68    |       |
| 6. April  | Kido Kōichi                            | japanischer Politiker und Kriegsverbrecher                                                                      | 87    |       |
| 6. April  | Walter Specht                          | deutscher Chemiker und Kriminologe                                                                              | 70    |       |
| 7. April  | Hans Berger                            | Schweizer Maler                                                                                                 | 94    |       |
| 7. April  | Wilhelm Bickel                         | schweizerisch-britischer Historiker, Sozialökonom, Finanzwissenschaftler und Hochschullehrer                    | 74    |       |
| 7. April  | Siegfried Buback                       | deutscher Jurist; Generalbundesanwalt am Bundesgerichtshof in Karlsruhe                                         | 57    |       |
| 7. April  | Richard Gräf                           | deutscher Spiritaner und Buchautor                                                                              | 77    |       |
| 7. April  | Josef Hellenbrock                      | deutscher Politiker (SPD), MdL, MdB                                                                             | 77    |       |
| 7. April  | Harry John                             | deutscher Pädagoge und Politiker (FDP), MdBB                                                                    | 48    |       |
| 7. April  | Friedrich Emil Krauß                   | deutscher Industrieller und Erfinder                                                                            | 82    |       |
| 7. April  | Karl Ritter                            | deutscher Regisseur, Drehbuchautor und Filmproduzent                                                            | 88    |       |
| 7. April  | Herbert Röhrig                         | deutscher Heimatforscher, Jurist, Kaufmann und Vorsitzender des Niedersächsischen Heimatbundes                  | 74    |       |
| 7. April  | Ernst Stein                            | deutscher SED-Funktionär                                                                                        | 60    |       |
| 7. April  | Jim Thompson                           | US-amerikanischer Schriftsteller                                                                                | 70    |       |
| 8. April  | Justus Cronenbold                      | deutscher Pädagoge und Politiker (SPD), MdL                                                                     | 80    |       |
| 8. April  | Michael Felke                          | deutscher Unternehmer                                                                                           | 81    |       |
| 8. April  | Hermann Fränkel                        | deutsch-US-amerikanischer Altphilologe                                                                          | 88    |       |
| 8. April  | August Hollweg                         | niederdeutscher Schriftsteller                                                                                  | 78    |       |
| 08. April | Hans Pulver                            | Schweizer Fußballtorhüter und -trainer                                                                          | 74    |       |
| 8. April  | Philibert Smellinckx                   | belgischer Fußballspieler                                                                                       | 66    |       |
| 8. April  | Stefanija Turkewytsch                  | ukrainische Komponistin, Pianistin und Musikwissenschaftlerin                                                   | 78    |       |
| 8. April  | Erik Westlin                           | schwedischer Diskuswerfer                                                                                       | 64    |       |
| 8. April  | Damasus Zähringer                      | deutscher Benediktiner und Erzabt der Erzabtei Beuron                                                           | 78    |       |
| 9. April  | Julius Friedrich                       | deutscher Politiker                                                                                             | 93    |       |
| 9. April  | Julia Heron                            | US-amerikanische Szenenbildnerin                                                                                | 79    |       |
| 9. April  | Friedrich Möhlmann                     | deutscher Luftfahrtingenieur                                                                                    | 72    |       |
| 9. April  | Josep Planas                           | spanischer Fußballspieler und -trainer                                                                          | 75    |       |
| 9. April  | Georg Richter                          | deutscher Fußballspieler                                                                                        |       |       |
| 9. April  | James Edward Ruffin                    | US-amerikanischer Politiker                                                                                     | 83    |       |
| 9. April  | Jacques Turcot                         | kanadischer Chirurg                                                                                             | 62    |       |
| 10. April | Hans Lillig                            | deutscher Maler und Grafiker                                                                                    | 83    |       |
| 11. April | Sepp Christmann                        | deutscher Fußball- und Leichtathletiktrainer                                                                    | 81    |       |
| 11. April | Lisbeth Glaeser-Wilken                 | deutsche Schauspielerin und Lehrerin                                                                            | 90    |       |
| 11. April | Tutilo Gröner                          | deutscher Benediktiner und Maler der Beuroner Kunstschule                                                       | 78    |       |
| 11. April | Nettie Grooss                          | niederländische Leichtathletin                                                                                  | 71    |       |
| 11. April | Hans Guggisberg                        | Schweizer Gynäkologe und Geburtshelfer                                                                          | 97    |       |
| 11. April | Karen Krantzcke                        | australische Tennisspielerin                                                                                    | 30    |       |
| 11. April | Henri-Irénée Marrou                    | französischer Historiker                                                                                        | 72    |       |
| 11. April | Mauro Picone                           | italienischer Mathematiker                                                                                      | 91    |       |
| 11. April | Jacques Prévert                        | französischer Autor, Dichter und Chansonnier                                                                    | 77    |       |
| 11. April | Ernst Wilhelm Sachs                    | deutscher Industrieller                                                                                         | 47    |       |
| 12. April | Harry Fischer                          | britischer Kunsthändler österreichischer Herkunft                                                               | 73    |       |
| 12. April | Ray Gunter                             | britischer Politiker, Unterhausabgeordneter                                                                     | 67    |       |
| 12. April | Georg Steiner                          | österreichischer Politiker, Landtagsabgeordneter im Burgenland                                                  | 90    |       |
| 12. April | Charles Wilson, 1. Baron Moran         | britischer Mediziner, Leibarzt von Winston Churchill                                                            | 94    |       |
| 13. April | Michael Gangl                          | österreichischer Geistlicher und Politiker (CS), Landtagsabgeordneter im Burgenland, Nationalrat                | 91    |       |
| 13. April | Frank Hotaling                         | US-amerikanischer Filmarchitekt                                                                                 | 77    |       |
| 13. April | John Kenyon Netherton Jones            | englischer Chemiker                                                                                             | 65    |       |
| 13. April | Hans Kudszus                           | deutscher Aphoristiker                                                                                          | 75    |       |
| 13. April | Josef Laßl                             | österreichischer Literaturhistoriker, Lyriker und Schriftsteller                                                | 62    |       |
| 13. April | H A Peter                              | österreichisch-schwedischer Komponist und Musiker                                                               | 72    |       |
| 13. April | Alexander Iljitsch Rodimzew            | sowjetischer Generaloberst                                                                                      | 72    |       |
| 13. April | Clara Sahlberg                         | deutsche Gewerkschafterin                                                                                       | 86    |       |
| 13. April | Magnus Schmid                          | deutscher Medizinhistoriker und Hochschullehrer                                                                 | 58    |       |
| 13. April | Wedige von der Schulenburg             | deutscher Offizier                                                                                              | 80    |       |
| 13. April | Hans Wallenberg                        | deutscher Journalist                                                                                            | 69    |       |
| 14. April | Ernst Albrecht                         | deutscher Politiker (SPD), Landrat                                                                              | 62    |       |
| 14. April | Franz Caspar                           | Schweizer Schriftsteller und Ethnologe                                                                          | 60    |       |
| 14. April | Rudolf Mainzer                         | deutscher Politiker (SPD), preußischer Landtagsabgeordneter                                                     | 95    |       |
| 14. April | John Gerald Milton                     | US-amerikanischer Politiker (Demokratische Partei)                                                              | 96    |       |
| 14. April | Walt Richmond                          | US-amerikanischer Science-Fiction-Autor                                                                         | 54    |       |
| 14. April | Dmitri Wassiljewitsch Surenski         | sowjetischer Kameramann                                                                                         | 74    |       |
| 15. April | Helmut Güldner                         | deutscher Bildhauer und Medailleur                                                                              | 54    |       |
| 15. April | Walter Hollstein                       | deutscher Fußballtrainer                                                                                        | 77    |       |
| 15. April | Carl Hundhausen                        | deutscher Public-Relations-Fachmann                                                                             | 83    |       |
| 16. April | Elsa Marguérite Galafrés               | deutsche Theaterschauspielerin                                                                                  | 97    |       |
| 16. April | Ivy Litwinow                           | britische Schriftstellerin                                                                                      | 87    |       |
| 16. April | Henri Nassiet                          | französischer Schauspieler                                                                                      | 82    |       |
| 16. April | Hermann Stiefvater                     | deutscher Politiker (SPD)                                                                                       | 73    |       |
| 16. April | Rudolf Wilhelm                         | deutscher Fußballspieler                                                                                        | 71    |       |
| 17. April | Richard Adler                          | deutscher Maler, Illustrator und Graphiker                                                                      | 69    |       |
| 17. April | Richard Brauer                         | deutsch-US-amerikanischer Mathematiker                                                                          | 76    |       |
| 17. April | William Conway                         | irischer Kardinal der römisch-katholischen Kirche und Erzbischof von Armagh                                     | 64    |       |
| 17. April | Marjorie Gateson                       | US-amerikanische Schauspielerin                                                                                 | 86    |       |
| 17. April | Johannes Hassebroek                    | deutscher SS-Führer und KZ-Kommandant                                                                           | 66    |       |
| 17. April | Cyril Musil                            | tschechoslowakischer Skisportler, Vizeweltmeister, Widerstandskämpfer gegen Nationalsozialismus und Kommunis... | 69    |       |
| 17. April | Paul Schmidt                           | deutscher Politiker (NSDAP), MdR                                                                                | 75    |       |
| 17. April | Donald Ramsey Young                    | US-amerikanischer Soziologe                                                                                     | 78    |       |
| 17. April | Edith Treybal                          | rumänische Leichtathletin                                                                                       | 54    |       |
| 18. April | Otto Bachmann                          | deutscher Politiker (KPD), MdL                                                                                  | 75    |       |
| 18. April | Tiemen Brouwer                         | niederländischer Bauernfunktionär und Politiker (KVP)                                                           | 60    |       |
| 18. April | Adolph Jentsch                         | namibischer Landschaftsmaler deutscher Abstammung                                                               | 88    |       |
| 18. April | Helmut Richter                         | deutscher Offizier, zuletzt General der Flakartillerie im Zweiten Weltkrieg                                     | 85    |       |
| 18. April | Irene Steer                            | britische Freistil-Schwimmerin                                                                                  | 87    |       |
| 18. April | Dmitrij Tschižewskij                   | deutscher Slawist, Philosoph und Kulturwissenschaftler russisch-ukrainischer Herkunft                           | 83    |       |
| 18. April | Theodor von der Wense                  | österreichischer Mediziner                                                                                      | 73    |       |
| 19. April | Günter Bruno Fuchs                     | deutscher Schriftsteller und Grafiker                                                                           | 48    |       |
| 19. April | Marion Gering                          | US-amerikanischer Filmregisseur                                                                                 | 75    |       |
| 19. April | Giuseppe Pancera                       | italienischer Radrennfahrer                                                                                     | 76    |       |
| 19. April | Johannes Spörl                         | deutscher Historiker                                                                                            | 72    |       |
| 20. April | Wilmer Allison                         | US-amerikanischer Tennisspieler                                                                                 | 72    |       |
| 20. April | Paul Cohrs                             | deutscher Tierarzt und Hochschullehrer in Leipzig und Hannover                                                  | 80    |       |
| 20. April | István Déván                           | ungarischer Sportler                                                                                            | 86    |       |
| 20. April | Bryan Foy                              | US-amerikanischer Filmproduzent, Regisseur, Drehbuchautor und Schauspieler                                      | 80    |       |
| 20. April | Kathleen Winifred Hughes               | englische Historikerin                                                                                          | 50    |       |
| 21. April | Ernst Althaus                          | deutscher Jurist und Oberbürgermeister der Städte Minden und Herford                                            | 88    |       |
| 21. April | Joe Garland                            | US-amerikanischer Jazzmusiker                                                                                   | 73    |       |
| 21. April | Ludwig Hillmann                        | deutscher Jurist und Politiker (BDV)                                                                            | 84    |       |
| 21. April | Margarete Kühn                         | deutsche Künstlerin, Designerin und Unternehmerin                                                               | 88    |       |
| 21. April | Gummo Marx                             | US-amerikanischer Komiker                                                                                       | 84    |       |
| 21. April | Joseph Slater, Baron Slater            | britischer Politiker, Mitglied des House of Commons                                                             | 72    |       |
| 21. April | Blanche Thomas                         | US-amerikanische Blues-, Rhythm-and-Blues- und Jazzsängerin                                                     | 54    |       |
| 22. April | D. Emmert Brumbaugh                    | US-amerikanischer Politiker                                                                                     | 82    |       |
| 22. April | Arvo Haavisto                          | finnischer Ringer                                                                                               | 77    |       |
| 22. April | Fritz Ringgenberg                      | Schweizer Bankangestellter und Bühnenautor in Mundart                                                           | 85    |       |
| 22. April | Lakshmiswar Sinha                      | indischer Esperantist                                                                                           | 71    |       |
| 22. April | August Schäfer                         | deutscher Politiker (SPD), MdL                                                                                  | 86    |       |
| 22. April | Edward Van Dijck                       | belgischer Radsportler                                                                                          | 59    |       |
| 23. April | Johannes Bissels                       | deutscher Politiker (CDU)                                                                                       | 78    |       |
| 23. April | Erich Glückauf                         | deutscher SED-Funktionär, MdV                                                                                   | 73    |       |
| 23. April | Albert Herrmann                        | deutscher Politiker (NSDAP), Oberbürgermeister von Konstanz (1933–1945)                                         | 85    |       |
| 23. April | Arthur Donald Walsh                    | britischer Chemiker                                                                                             | 60    |       |
| 23. April | Gerhard Wilcke                         | deutscher Apotheker, Musikwissenschaftler und Komponist                                                         | 74    |       |
| 24. April | Josef Angermüller                      | deutscher Motorrad-Bahnrennfahrer                                                                               | 27    |       |
| 24. April | Kurt Herwarth Ball                     | deutscher Science-Fiction-Schriftsteller                                                                        | 73    |       |
| 24. April | Hans Ebner                             | deutscher Bauingenieur                                                                                          | 76    |       |
| 24. April | Martin Heix                            | deutscher Politiker (CDU), MdL, MdB                                                                             | 73    |       |
| 24. April | Victor Larock                          | belgischer sozialistischer Politiker und Minister                                                               | 72    |       |
| 24. April | Ole Monty                              | dänischer Schauspieler                                                                                          | 68    |       |
| 24. April | Gottfried Stein                        | deutscher Verwaltungsjurist und Landrat                                                                         | 81    |       |
| 24. April | Bernhard Thieme                        | deutscher Filmregisseur und Drehbuchautor                                                                       | 51    |       |
| 25. April | Jozef Bakos                            | US-amerikanischer Maler und Mitglied der Künstlergruppe Los Cinco Pintores                                      | 85    |       |
| 25. April | Gustav Adolf Bohny                     | Schweizer Jurist und Präsident des Schweizerischen Roten Kreuzes (SRK)                                          | 78    |       |
| 25. April | Cayetano Córdova Iturburu              | argentinischer Journalist, Kunstkritiker und Schriftsteller                                                     | 78    |       |
| 25. April | Opika von Méray Horváth                | ungarische Eiskunstläuferin und dreimalige Weltmeisterin                                                        | 87    |       |
| 25. April | Lew Dmitrijewitsch Muchin              | sowjetischer Boxer                                                                                              | 40    |       |
| 25. April | Heinrich-Christian Schäfer-Hansen      | deutscher Kaufmann, Politiker (NSDAP), MdR und SA-Führer                                                        | 76    |       |
| 25. April | Jeanne Vandier d’Abbadie               | französische Vorderasiatische Archäologin                                                                       | 77    |       |
| 26. April | Charles Arthur Anderson                | US-amerikanischer Politiker                                                                                     | 77    |       |
| 26. April | Günther Büch                           | deutscher Regisseur                                                                                             | 44    |       |
| 26. April | Sandro Giovannini                      | italienischer Theaterautor                                                                                      | 61    |       |
| 26. April | Johannes Hoffmann                      | deutscher Theologe                                                                                              | 67    |       |
| 26. April | Walter Möhlmann                        | deutscher Politiker (CDU), MdL                                                                                  | 65    |       |
| 26. April | Jakob Stachels                         | deutscher Verwaltungsjurist                                                                                     | 75    |       |
| 26. April | Basil Wrangell                         | US-amerikanischer Filmeditor und Filmregisseur russischer Abstammung                                            | 70    |       |
| 27. April | Scott Bradley                          | US-amerikanischer Komponist, Pianist und Dirigent                                                               | 85    |       |
| 27. April | S. J. V. Chelvanayakam                 | tamilischer Politiker                                                                                           | 79    |       |
| 27. April | Josef Gerke                            | deutscher Mediziner                                                                                             | 67    |       |
| 27. April | Carl Muschenheim                       | US-amerikanischer Mediziner                                                                                     | 72    |       |
| 27. April | William Mendel Newman                  | US-amerikanischer Historiker                                                                                    | 75    |       |
| 27. April | Mauro Racca                            | italienischer Säbelfechter                                                                                      | 65    |       |
| 27. April | Norbert Thienel                        | deutscher Verwaltungsjurist und Ministerialbeamter                                                              | 70    |       |
| 28. April | Kenny Campbell                         | schottischer Fußballtorwart                                                                                     | 84    |       |
| 28. April | Ricardo Cortez                         | US-amerikanischer Schauspieler                                                                                  | 77    |       |
| 28. April | Paul Emerich                           | austroamerikanischer Musiker                                                                                    | 81    |       |
| 28. April | Ruth Hallensleben                      | deutsche Fotografin                                                                                             | 78    |       |
| 28. April | Sepp Herberger                         | deutscher Fußballspieler und -trainer                                                                           | 80    |       |
| 28. April | Kaya Okinori                           | japanischer Politiker                                                                                           | 88    |       |
| 28. April | Isaak Moissejewitsch Rabinowitsch      | sowjetischer Bauingenieur                                                                                       | 91    |       |
| 28. April | Hans Richter                           | deutscher Aquarellmaler und Zeichner                                                                            | 86    |       |
| 29. April | Clive Douglas                          | australischer Komponist, Musiker und Dirigent                                                                   | 73    |       |
| 29. April | Franz Hruska                           | deutscher Politiker (SPD), MdL                                                                                  | 88    |       |
| 29. April | Ludwig Jedlicka                        | österreichischer Historiker                                                                                     | 60    |       |
| 29. April | Zdzisław Marchwicki                    | polnischer Serienmörder                                                                                         | 49    |       |
| 29. April | Bernhard Wentzel                       | deutscher Kameramann, Dokumentarfilmregisseur und -produzent                                                    | 77    |       |
| 30. April | Ludwig Bäte                            | deutscher Schriftsteller, Kulturhistoriker                                                                      | 84    |       |
| 30. April | Charles Fox                            | britisch-kanadischer Mathematiker                                                                               | 80    |       |
| 30. April | Wanda Nowak                            | österreichische Leichtathletin                                                                                  | 64    |       |
| April     | Karl Eduard Cahn-Bronner               | deutscher Internist                                                                                             | 83    |       |
| April     | Hirohashi Yuriko                       | japanische Hochspringerin                                                                                       | 60    |       |
| April     | Rolf Putziger                          | deutscher Journalist, Unternehmer und Pionier des Bodybuildings                                                 |       |       |
| April     | Sardar Wali                            | afghanischer Diplomat und Politiker                                                                             |       |       |
| April     | Jimmy Strong                           | amerikanischer Jazzmusiker (Klarinette, auch Tenorsaxophon)                                                     | 70    |       |
| April     | Albert Weisbord                        | US-amerikanischer Gewerkschafter und politischer Aktivist                                                       | 76    |       |
| April     | Władysław Żytkowicz                    | polnischer Skisportler                                                                                          | 70    |       |

## Mai
| Tag     | Name                                 | Beruf, bekannt als                                                                                              | Alter | Beleg |
| ------- | ------------------------------------ | --- | ----- | ----- |
| 1. Mai  | Robert Frenzel                       | deutscher Schulleiter                                                                                           | 88    |       |
| 1. Mai  | Alfred Rauch                         | deutscher Ingenieur und Politiker (CDU), MdL                                                                    | 83    |       |
| 1. Mai  | Dorothy Swaine Thomas                | US-amerikanische Soziologin                                                                                     | 77    |       |
| 1. Mai  | Ernst Wahlberg                       | schwedischer Fußballspieler                                                                                     | 72    |       |
| 1. Mai  | Johannes Weyrauch                    | deutscher Komponist und Kantor                                                                                  | 80    |       |
| 2. Mai  | Isidor Markowitsch Annenski          | sowjetischer Regisseur                                                                                          | 71    |       |
| 2. Mai  | Ed Cole                              | amerikanischer Erfinder und Automobilingenieur                                                                  | 67    |       |
| 2. Mai  | Seymour Cromwell                     | US-amerikanischer Ruderer                                                                                       | 43    |       |
| 2. Mai  | Julius Ralph Davidson                | deutsch-US-amerikanischer Architekt                                                                             | 88    |       |
| 2. Mai  | Roman Kozłowski                      | polnischer Paläontologe                                                                                         | 88    |       |
| 2. Mai  | Georg Laursen                        | dänisch-sowjetischer Kommunist                                                                                  | 87    |       |
| 2. Mai  | Sergei Wladimirowitsch Serensen      | ukrainisch-sowjetischer Ingenieur und Werkstoffwissenschaftler                                                  | 71    |       |
| 3. Mai  | Albert Dupont-Willemin               | Schweizer Jurist und Politiker (SP)                                                                             |       |       |
| 3. Mai  | Albert Hilton, Baron Hilton of Upton | britischer Gewerkschaftsfunktionär und Politiker (Labour Party), Mitglied des House of Commons                  | 69    |       |
| 3. Mai  | Ljubomir Krastanow                   | bulgarischer Meteorologe und Geophysiker                                                                        | 68    |       |
| 3. Mai  | Helmut Köllen                        | deutscher Bassist, Gitarrist und Sänger                                                                         | 27    |       |
| 3. Mai  | Raffaele Pellecchia                  | italienischer Geistlicher, römisch-katholischer Erzbischof von Sorrent                                          | 68    |       |
| 3. Mai  | Helmuth O. Wagner                    | deutscher Zoologe, Direktor des Überseemuseums Bremen                                                           | 79    |       |
| 3. Mai  | Vinko Zwitter                        | österreichischer politisch und kulturell tätiger Kärntner Slowene                                               | 72    |       |
| 4. Mai  | Auguste Capelier                     | französischer Filmarchitekt                                                                                     | 72    |       |
| 4. Mai  | Wilhelm Daniels                      | deutscher Jurist und Kommunalpolitiker (CDU)                                                                    | 73    |       |
| 4. Mai  | Sol Halperin                         | US-amerikanischer Kameramann und Spezialeffekt-Techniker                                                        | 75    |       |
| 4. Mai  | Jochen von Kalckreuth                | deutscher Werbekaufmann, Segelflieger und Autor                                                                 | 45    |       |
| 4. Mai  | Emil Kaschub                         | deutscher Chirurg, der Menschenexperimente an Auschwitzhäftlingen vornahm                                       | 58    |       |
| 4. Mai  | Christian Matras                     | französischer Kameramann                                                                                        | 73    |       |
| 4. Mai  | Kurt Rheindorf                       | deutscher Historiker                                                                                            | 79    |       |
| 4. Mai  | Oskar Stäbel                         | deutscher Politiker (NSDAP), MdR, Ingenieur, Direktor des VDI                                                   | 75    |       |
| 4. Mai  | Hans Martin Sutermeister             | Schweizer Politiker (LdU), Arzt und medizinischer Fachschriftsteller                                            | 69    |       |
| 5. Mai  | Sonja Åkesson                        | schwedische Schriftstellerin und Künstlerin                                                                     | 51    |       |
| 5. Mai  | Erich Campe                          | deutscher Amateurboxer                                                                                          | 65    |       |
| 5. Mai  | Wally Cirillo                        | US-amerikanischer Jazz-Pianist                                                                                  | 50    |       |
| 5. Mai  | Thorvald Eigenbrod                   | dänischer Hockeyspieler                                                                                         | 84    |       |
| 5. Mai  | Rudolf Eisler                        | österreichischer Architekt                                                                                      | 95    |       |
| 5. Mai  | Ludwig Erhard                        | deutscher Politiker (CDU), Bundeskanzler                                                                        | 80    |       |
| 5. Mai  | Stuart Garson                        | kanadischer Politiker                                                                                           | 78    |       |
| 5. Mai  | Sam Lanin                            | russisch-US-amerikanischer Musiker und Dirigent des frühen Jazz                                                 | 85    |       |
| 5. Mai  | Róza Molnár                          | ungarische Grafikerin und Malerin                                                                               | 76    |       |
| 5. Mai  | Aurel Perșu                          | rumänischer Maschinenbauingenieur                                                                               | 86    |       |
| 5. Mai  | Julián Soler                         | mexikanischer Schauspieler und Regisseur                                                                        | 70    |       |
| 5. Mai  | Hermann Spillecke                    | deutscher Pädagoge und Politiker (SPD), MdL, MdB, MdEP                                                          | 52    |       |
| 5. Mai  | Hans Welzel                          | deutscher Rechtswissenschaftler, Rechtsphilosoph                                                                | 73    |       |
| 6. Mai  | Raffaele Cantarella                  | italienischer Gräzist und Byzantinist                                                                           | 79    |       |
| 6. Mai  | Henry Theophilus Klonowski           | US-amerikanischer Geistlicher, Weihbischof in Scranton                                                          | 79    |       |
| 6. Mai  | Jaromír Kopecký                      | tschechoslowakischer Botschafter                                                                                | 77    |       |
| 6. Mai  | Franz Kurek                          | deutscher Ingenieur, Werksleiter, Fachschuldirektor und Autor                                                   | 95    |       |
| 6. Mai  | Erich Martin                         | deutscher Maler                                                                                                 | 71    |       |
| 6. Mai  | Mathilde Vaerting                    | deutsche Psychologin und Pädagogin                                                                              | 93    |       |
| 6. Mai  | Maurice Van Essche                   | belgisch-südafrikanischer Maler                                                                                 | 70    |       |
| 6. Mai  | William Grey Walter                  | britischer Neurophysiologe und Roboterforscher                                                                  | 67    |       |
| 6. Mai  | Otto Weckerling                      | deutscher Radrennfahrer und Sportlicher Leiter                                                                  | 66    |       |
| 7. Mai  | Franz Xaver von Bourbon-Parma        | Titularherzog von Parma, Piacenza und Guastalla                                                                 | 87    |       |
| 7. Mai  | Hendrik Gerard Bungenberg de Jong    | niederländischer Chemiker                                                                                       | 83    |       |
| 7. Mai  | Paul Frischauer                      | österreichischer Romanautor und Journalist                                                                      | 78    |       |
| 7. Mai  | Karl Max von Hellingrath             | deutscher Staatssekretär                                                                                        | 72    |       |
| 7. Mai  | Stefan Plohberger                    | österreichischer römisch-katholischer Geistlicher, Zisterzienser, Forstmeister und Gegner des Nationalsozial... | 78    |       |
| 7. Mai  | Marguerite De Riemaecker-Legot       | belgische Politikerin                                                                                           | 64    |       |
| 8. Mai  | Franz Gold                           | deutscher Generalleutnant (MfS)                                                                                 | 63    |       |
| 8. Mai  | Todor Pawlow                         | bulgarischer marxistischer Philosoph und Politiker                                                              | 87    |       |
| 9. Mai  | Knud Ahlborn                         | deutscher Mediziner, Persönlichkeit der Jugendbewegung                                                          | 89    |       |
| 9. Mai  | Hans Dürrmeier                       | erster Generaldirektor des Süddeutschen Verlages                                                                | 77    |       |
| 9. Mai  | Fredric M. Frank                     | US-amerikanischer Drehbuchautor                                                                                 | 65    |       |
| 9. Mai  | Fritz Funke                          | deutscher Radsportler                                                                                           | 69    |       |
| 9. Mai  | Edmond Grin                          | Schweizer evangelischer Geistlicher und Hochschullehrer                                                         | 81    |       |
| 9. Mai  | James Jones                          | US-amerikanischer Schriftsteller                                                                                | 55    |       |
| 9. Mai  | Walter Kraft                         | deutscher Organist und Komponist                                                                                | 71    |       |
| 9. Mai  | Heinrich Kuntzen                     | deutscher Chirurg und Hochschullehrer                                                                           | 84    |       |
| 9. Mai  | Heinrich Severit                     | deutscher Kommunalpolitiker (NSDAP), Oberbürgermeister von Radebeul                                             | 88    |       |
| 10. Mai | Rulon C. Allred                      | US-amerikanischer Mormonenprediger                                                                              |       |       |
| 10. Mai | Stefan Battaglia                     | Schweizer Klarinetten- und Saxophonspieler                                                                      | 66    |       |
| 10. Mai | Joan Crawford                        | US-amerikanische Filmschauspielerin                                                                             | 72    |       |
| 10. Mai | Alfred Frauenfeld                    | deutscher Politiker (NSDAP), Landtagsabgeordneter, MdR                                                          | 78    |       |
| 10. Mai | Edward Knourek                       | US-amerikanischer Leichtathlet                                                                                  | 84    |       |
| 10. Mai | Georg Lenk                           | deutscher Holzschnitzer                                                                                         | 75    |       |
| 10. Mai | Eckhart Vogt                         | deutscher Festkörperphysiker                                                                                    | 79    |       |
| 11. Mai | Günter Kaltofen                      | deutscher Drehbuchautor                                                                                         | 49    |       |
| 11. Mai | Robert Kerber                        | österreichischer Politiker der Ersten Republik                                                                  | 92    |       |
| 11. Mai | Wiktor Alexandrowitsch Maslow        | sowjetischer Fußballspieler und -trainer                                                                        | 67    |       |
| 11. Mai | Melvin M. Metcalfe Sr.               | US-amerikanischer Tontechniker                                                                                  | 65    |       |
| 12. Mai | Barry Ashbee                         | kanadischer Eishockeyspieler und -trainer                                                                       | 37    |       |
| 12. Mai | Gottfried Hilti                      | liechtensteinischer Bildhauer                                                                                   | 74    |       |
| 12. Mai | Ernst Krappe                         | deutscher Politiker (NSDAP), MdR, Ministerpräsident von Lippe                                                   | 85    |       |
| 12. Mai | Lau Lauritzen junior                 | dänischer Filmregisseur, Schauspieler und Drehbuchautor                                                         | 66    |       |
| 12. Mai | Hans Piesker                         | deutscher Prähistoriker                                                                                         | 83    |       |
| 12. Mai | Robert Moore Williams                | US-amerikanischer Schriftsteller                                                                                | 69    |       |
| 13. Mai | Hans-Kurt Claussen                   | deutscher Rechtsanwalt und Rechtshistoriker                                                                     | 69    |       |
| 13. Mai | Otto Deßloch                         | deutscher Offizier, zuletzt Generaloberst der deutschen Luftwaffe im Zweiten Weltkrieg                          | 87    |       |
| 13. Mai | George Dutton                        | US-amerikanischer Filmtechniker, Tontechniker und Tonmeister                                                    | 77    |       |
| 13. Mai | Karl-Heinz Kniestedt                 | deutscher Politiker (SEW) und SED-Funktionär                                                                    | 51    |       |
| 14. Mai | Sven Ulric Palme                     | schwedischer Historiker und Professor an der Universität Stockholm                                              | 64    |       |
| 15. Mai | Benedetta Cappa                      | italienische Malerin des Futurismus und Gattin ihres Begründers Filippo Tommaso Marinetti                       | 79    |       |
| 15. Mai | Joseph Hürten                        | deutscher Politiker der CDU                                                                                     | 77    |       |
| 15. Mai | Siegfried Mair                       | italienischer Rodler                                                                                            | 37    |       |
| 15. Mai | Benedikt Oberndorfer                 | österreichischer Abt des Stiftes Lambach (1956–1964)                                                            | 64    |       |
| 15. Mai | Carl Richardsen                      | deutscher Politiker (CDU), MdL                                                                                  | 80    |       |
| 15. Mai | Svend Riemer                         | deutsch-US-amerikanischer Soziologe                                                                             | 71    |       |
| 15. Mai | Georg Wache                          | deutscher Politiker (GB/BHE), MdL                                                                               | 90    |       |
| 15. Mai | Herbert Wilcox                       | britischer Filmproduzent und -regisseur                                                                         | 85    |       |
| 16. Mai | Haim Hillel Ben-Sasson               | israelischer Historiker                                                                                         | 63    |       |
| 16. Mai | Karl Ewald Böhm                      | deutscher Schriftsteller und Leiter der Zensurbehörde der DDR                                                   | 64    |       |
| 16. Mai | Modibo Keïta                         | malischer Politiker, Staatspräsident von Mali (1960–1968)                                                       | 61    |       |
| 16. Mai | Carl Schneider                       | deutscher Theologe, Religionswissenschaftler, Psychologe und Kulturwissenschaftler                              | 76    |       |
| 17. Mai | Lucien Buquet                        | französischer Automobilrennfahrer                                                                               | 75    |       |
| 17. Mai | Eugen Gmeiner                        | österreichisch-kanadischer Organist                                                                             | 49    |       |
| 17. Mai | Claus Hans                           | deutscher Politiker (NSDAP), MdR                                                                                | 76    |       |
| 17. Mai | Robert Maynard Hutchins              | US-amerikanischer Bildungstheoretiker                                                                           | 78    |       |
| 17. Mai | Erwin Wilhelm Müller                 | deutsch-US-amerikanischer Physiker                                                                              | 65    |       |
| 17. Mai | Charles E. Rosendahl                 | US-amerikanischer Vizeadmiral                                                                                   | 85    |       |
| 17. Mai | Annie Schmidt-Endres                 | deutsche Schriftstellerin                                                                                       | 73    |       |
| 17. Mai | François-Albert Viallet              | französischer Philosoph, Autor, Kenner des Zen                                                                  | 69    |       |
| 17. Mai | Heinrich Widmayer                    | österreichischer Politiker (SDAP), Landtagsabgeordneter, Abgeordneter zum Nationalrat                           | 86    |       |
| 18. Mai | Alice Candy                          | neuseeländische Lehrerin und später Dozentin und Rektorin des Canterbury College                                | 88    |       |
| 18. Mai | Roy E. Furman                        | US-amerikanischer Politiker                                                                                     | 76    |       |
| 18. Mai | Franz Jenny                          | Schweizer Rechtswissenschaftler                                                                                 | 82    |       |
| 18. Mai | Haki Karer                           | türkische Identifikationsfigur der kurdisch-sozialistischen Bewegung                                            |       |       |
| 18. Mai | Erich Walter Killinger               | deutscher Marine- und Luftwaffenoffizier                                                                        | 84    |       |
| 19. Mai | Karl Czudnochowsky                   | deutscher Glockengießer                                                                                         | 77    |       |
| 19. Mai | Kurt Meyer-Rotermund                 | deutscher Schriftsteller                                                                                        | 93    |       |
| 19. Mai | Farimang Singhateh                   | gambischer Politiker, zweiter und letzter Generalgouverneur von Gambia                                          |       |       |
| 19. Mai | Hermann Wandersleb                   | deutscher Politiker                                                                                             | 81    |       |
| 20. Mai | Benno Graf                           | deutscher Politiker (CSU, DP), MdB                                                                              | 69    |       |
| 20. Mai | Henry Hasse                          | US-amerikanischer Science-Fiction-Autor                                                                         | 64    |       |
| 20. Mai | Lafayette Thomas                     | US-amerikanischer Bluessänger und Gitarrist                                                                     | 48    |       |
| 21. Mai | Dorothy Christy                      | US-amerikanische Schauspielerin                                                                                 | 70    |       |
| 21. Mai | Frithjof Fischer                     | deutscher Schriftsteller                                                                                        | 77    |       |
| 21. Mai | Otto Heinermann                      | deutscher Kirchenmusiker, Organist, Chorleiter und Komponist                                                    | 89    |       |
| 21. Mai | Edwin Holgate                        | kanadischer Zeichner, Porträtist, Landschafts- und Figurenmaler, Grafiker, Buchillustrator, Wandmaler, Krieg... | 84    |       |
| 21. Mai | Nikolai Kaubiš                       | estnischer Fußballnationalspieler                                                                               | 61    |       |
| 21. Mai | Ferdl Kerber                         | österreichischer Skispringer                                                                                    | 51    |       |
| 21. Mai | Carlos Lacerda                       | brasilianischer Politiker, Journalist und Schriftsteller                                                        | 63    |       |
| 21. Mai | Eduard Meyer                         | deutscher Philosoph, Psychologe und Hochschullehrer                                                             | 89    |       |
| 21. Mai | Frank C. Osmers                      | US-amerikanischer Politiker                                                                                     | 69    |       |
| 21. Mai | Walter Schlüter                      | deutscher Landrat                                                                                               | 67    |       |
| 21. Mai | John Whitaker                        | britischer Turner                                                                                               | 91    |       |
| 22. Mai | Ernst D’ham                          | deutscher Jurist und Schriftsteller                                                                             | 89    |       |
| 22. Mai | Erwin Giesing                        | deutscher Mediziner und Begleitarzt Hitlers                                                                     | 69    |       |
| 22. Mai | Gijs van Hall                        | niederländischer Politiker                                                                                      | 73    |       |
| 22. Mai | Hampton Hawes                        | US-amerikanischer Jazz-Pianist                                                                                  | 48    |       |
| 22. Mai | Elsbeth Heise                        | deutsche Krankenschwester                                                                                       | 85    |       |
| 22. Mai | Heinrich Kodré                       | österreichischer Offizier und Widerstandskämpfer                                                                | 77    |       |
| 22. Mai | Adolf Wamper                         | deutscher Bildhauer                                                                                             | 75    |       |
| 22. Mai | Erwin M. Wuttke                      | schlesischer Schlosser, Arbeiterdichter                                                                         | 73    |       |
| 23. Mai | Heinrich Suso Braun                  | österreichischer Philosoph, Theologe, Kapuziner                                                                 | 73    |       |
| 23. Mai | Georg von Gyldenfeldt                | deutscher Generalmajor der Wehrmacht                                                                            | 80    |       |
| 23. Mai | Arnold Hitzer                        | deutscher evangelischer Theologe; Mitglied der Bekennenden Kirche                                               | 75    |       |
| 23. Mai | Franz Mayer                          | österreichischer Politiker (SPÖ), Landtagsabgeordneter, Mitglied des Bundesrates                                | 63    |       |
| 24. Mai | Fritz von Haniel-Niethammer          | deutscher Politiker (CSU), MdL, MdB                                                                             | 81    |       |
| 24. Mai | Paul Harig                           | deutscher Politiker (KPD), MdB                                                                                  | 76    |       |
| 24. Mai | Elisabeth Käsemann                   | deutsche Soziologin                                                                                             | 30    |       |
| 24. Mai | Henry Koch                           | deutscher Marineoffizier und Wehrwirtschaftsbeamter                                                             | 85    |       |
| 24. Mai | Georgios Kourmoulis                  | griechischer Sprachwissenschaftler und Neogräzist                                                               |       |       |
| 24. Mai | Alfred Schild                        | deutsch-US-amerikanischer Physiker                                                                              | 55    |       |
| 25. Mai | Jewgenija Semjonowna Ginsburg        | sowjetische Historikerin und Schriftstellerin                                                                   | 72    |       |
| 25. Mai | Manfred Jester                       | österreichischer Schauspieler                                                                                   |       |       |
| 25. Mai | Charles Norrie, 1. Baron Norrie      | britischer General, Gouverneur von South Australia und Generalgouverneur von Neuseeland                         | 83    |       |
| 25. Mai | Carlo Salinari                       | italienischer Romanist und Italianist                                                                           | 57    |       |
| 25. Mai | Ernesto Sota                         | mexikanischer Fußballspieler und Funktionär                                                                     | 80    |       |
| 26. Mai | Richard Entner                       | österreichischer Politiker (ÖVP), Abgeordneter zum Nationalrat                                                  | 82    |       |
| 26. Mai | Fujimori Seikichi                    | japanischer Schriftsteller und Dramaturg von proletarischer Literatur und später historischen Romanen           | 84    |       |
| 26. Mai | Erich Mönch                          | deutscher Künstler, Gründer der Pfadfinderschaft Grauer Reiter                                                  | 71    |       |
| 26. Mai | William Powell                       | US-amerikanischer Soulsänger                                                                                    | 35    |       |
| 26. Mai | Czesław Wycech                       | polnischer Lehrer und Politiker                                                                                 | 77    |       |
| 27. Mai | Hans Augustin                        | deutscher Jurist, Gestapomitarbeiter und Landrat                                                                | 67    |       |
| 27. Mai | Claudio Barbier                      | belgischer Kletterer                                                                                            | 39    |       |
| 27. Mai | Bob Gassoff                          | kanadischer Eishockeyspieler                                                                                    | 24    |       |
| 27. Mai | Wadim Michailowitsch Jemeljanow      | sowjetischer Boxer                                                                                              | 35    |       |
| 27. Mai | Huig Maaskant                        | niederländischer Architekt                                                                                      | 69    |       |
| 27. Mai | Fulgencije Oraić                     | jugoslawischer Trappist und 4. Abt der Trappistenabtei Marija Zvijezda                                          | 72    |       |
| 27. Mai | Konstantin Tschet                    | russischer Kameramann                                                                                           | 74    |       |
| 28. Mai | Víctor Alonso                        | chilenischer Fußballspieler                                                                                     | 62    |       |
| 28. Mai | Charlotte Buchwald                   | deutsche Politikerin (SPD), MdA                                                                                 | 78    |       |
| 28. Mai | Adolf Horion                         | deutscher Koleopterologe                                                                                        | 88    |       |
| 28. Mai | Jiří Reinberger                      | tschechoslowakischer Organist, Orgelsachverständiger, Musikpädagoge und Komponist                               | 63    |       |
| 28. Mai | Paula Schlier                        | deutsche Schriftstellerin                                                                                       | 78    |       |
| 28. Mai | Alberto Susat                        | italienischer Kunstmaler und Restaurator                                                                        | 79    |       |
| 29. Mai | Ba Maw                               | birmanischer Politiker, Premierminister von Burma (1937–1939, 1942–1945)                                        | 84    |       |
| 29. Mai | Haydon L. Boatner                    | US-amerikanischer Offizier, Generalmajor der US-Army                                                            | 76    |       |
| 29. Mai | Frank Thomas Herbert Fletcher        | britischer Romanist                                                                                             | 79    |       |
| 29. Mai | Mathias Neumann                      | deutscher Hörspielregisseur                                                                                     | 56    |       |
| 29. Mai | Heinrich Wilken                      | deutscher Landwirt und Politiker (FDP), MdL                                                                     | 83    |       |
| 30. Mai | Marinus Adam                         | niederländischer Klarinettist, Geiger, Dirigent und Komponist                                                   | 76    |       |
| 30. Mai | Paul Desmond                         | US-amerikanischer Cool-Jazz-Saxophonist                                                                         | 52    |       |
| 30. Mai | Claire Goll                          | deutsch-französische Journalistin und Schriftstellerin                                                          | 85    |       |
| 30. Mai | Alfred Grenda                        | australischer Bahnradsportler                                                                                   | 87    |       |
| 30. Mai | Chinita Ullmann                      | brasilianische Tänzerin                                                                                         | 73    |       |
| 31. Mai | Alfred Buhler                        | deutscher Politiker (SPD/KPD/SED). MdL                                                                          | 87    |       |
| 31. Mai | Selmar Bühling                       | deutscher Jurist und Politiker, Gründer und Vorsitzender der Vereinigung "Heimattreue Erfurter"                 | 81    |       |
| 31. Mai | William Castle                       | US-amerikanischer Filmregisseur und -produzent sowie Schauspieler                                               | 63    |       |
| 31. Mai | Floyd Davis                          | US-amerikanischer Rennfahrer                                                                                    | 68    |       |
| 31. Mai | Manuel Nunes                         | brasilianischer Fußballspieler und -trainer                                                                     | 82    |       |
| 31. Mai | Giuditta Rissone                     | italienische Schauspielerin                                                                                     | 82    |       |
| Mai     | Leopold Becker                       | deutscher Politiker (CDU), MdV und Minister in Sachsen-Anhalt                                                   | 72    |       |
| Mai     | Franz Richard Behrens                | deutscher Dichter des Expressionismus                                                                           | 82    |       |
| Mai     | Laurence H. Frost                    | US-amerikanischer Admiral; Direktor der National Security Agency (1960–1962)                                    | 74    |       |
| Mai     | Norman Sylvester Hayner              | US-amerikanischer Soziologe und Kriminologe                                                                     |       |       |
| Mai     | H. H. Hollis                         | US-amerikanischer Science-Fiction-Autor                                                                         | 55    |       |
| Mai     | Henri Weise                          | deutsches Todesopfer an der Berliner Mauer                                                                      | 22    |       |

## Juni
| Tag      | Name                               | Beruf, bekannt als                                                                                              | Alter | Beleg |
| -------- | ---------------------------------- | --- | ----- | ----- |
| 1. Juni  | Elizabeth Bancroft Schlesinger     | US-amerikanische Historikerin                                                                                   | 90    |       |
| 1. Juni  | John Morris                        | englischer Historiker                                                                                           | 63    |       |
| 1. Juni  | Thor Porko                         | finnischer Radrennfahrer                                                                                        | 71    |       |
| 1. Juni  | Bob Satterfield                    | US-amerikanischer Boxer                                                                                         | 53    |       |
| 1. Juni  | Georg Schneider                    | deutscher Politiker (CDU), MdB                                                                                  | 85    |       |
| 1. Juni  | Viktor Spechtl                     | österreichischer Fußballspieler                                                                                 | 70    |       |
| 1. Juni  | Wolfgang Vorwald                   | deutscher Offizier, zuletzt Generalleutnant der Luftwaffe im Zweiten Weltkrieg                                  | 79    |       |
| 1. Juni  | Rudolf Vytlačil                    | österreichischer Fußballspieler und -trainer                                                                    | 65    |       |
| 2. Juni  | Albert Bittlmayer                  | deutscher Fußballspieler                                                                                        | 24    |       |
| 2. Juni  | Stephen Boyd                       | US-amerikanischer Schauspieler                                                                                  | 45    |       |
| 2. Juni  | Johannes Buzalski                  | deutscher Schauspieler                                                                                          | 58    |       |
| 2. Juni  | Henri Gagnebin                     | Schweizer Komponist                                                                                             | 91    |       |
| 2. Juni  | Forrest Lewis                      | US-amerikanischer Schauspieler                                                                                  | 77    |       |
| 2. Juni  | Hertha Wolf-Beranek                | deutsche Volkskundlerin und Sprachwissenschaftlerin                                                             | 64    |       |
| 2. Juni  | Lee Zavitz                         | US-amerikanischer Spezialeffektkünstler                                                                         | 72    |       |
| 3. Juni  | Hugo Eichhof                       | deutscher Lehrer und Heimatkundler                                                                              | 88    |       |
| 3. Juni  | Archibald Vivian Hill              | britischer Physiologe und Politiker, Mitglied des House of Commons                                              | 90    |       |
| 3. Juni  | Arkadi Poltorak                    | sowjetischer Journalist und Autor                                                                               |       |       |
| 3. Juni  | Roberto Rossellini                 | italienischer Filmregisseur                                                                                     | 71    |       |
| 3. Juni  | August Vochtel                     | deutscher Lokomotivführer                                                                                       | 82    |       |
| 4. Juni  | Marcel Bataillon                   | französischer Romanist und Hispanist                                                                            | 82    |       |
| 4. Juni  | Giuliano Bernardi                  | italienischer Opernsänger (Tenor/Bariton)                                                                       | 37    |       |
| 4. Juni  | Gustav Grabau                      | deutscher Politiker (BDV/FDP), MdBB                                                                             | 88    |       |
| 4. Juni  | Margit Kovács                      | ungarische Keramikkünstlerin                                                                                    | 74    |       |
| 4. Juni  | Otto Riese                         | deutscher Jurist und Richter am Europäischen Gerichtshof                                                        | 82    |       |
| 4. Juni  | Heinz Schauwecker                  | deutscher Arzt und Schriftsteller                                                                               | 82    |       |
| 4. Juni  | Fritz Schlieper                    | deutscher Offizier, zuletzt Generalleutnant im Zweiten Weltkrieg                                                | 84    |       |
| 5. Juni  | Ortrud Abeking                     | deutsche Schauspielerin und Malerin                                                                             | 72    |       |
| 5. Juni  | Luis César Amadori                 | argentinischer Filmemacher, Drehbuchautor und Schriftsteller                                                    | 74    |       |
| 5. Juni  | Friedrich von Bodelschwingh        | deutscher evangelischer Theologe, Pfarrer                                                                       | 75    |       |
| 5. Juni  | Sleepy John Estes                  | US-amerikanischer Blues-Musiker                                                                                 | 78    |       |
| 5. Juni  | Stephan Hlawa                      | österreichischer Bühnen- und Kostümbildner, Maler und Graphiker                                                 | 81    |       |
| 5. Juni  | Engelbert Schoner                  | deutscher Tier- und Pflanzenmaler                                                                               | 71    |       |
| 5. Juni  | Martí Ventolrà                     | spanischer Fußballspieler                                                                                       | 70    |       |
| 6. Juni  | Stefan Bergman                     | US-amerikanischer Mathematiker                                                                                  | 82    |       |
| 6. Juni  | Sergei Nikiforowitsch Kruglow      | sowjetischer Politiker; Innenminister und Chef des MGB                                                          | 69    |       |
| 6. Juni  | Art Mardigan                       | US-amerikanischer Jazz-Schlagzeuger                                                                             | 54    |       |
| 7. Juni  | Otto Kaiser                        | österreichischer Eiskunstläufer                                                                                 | 76    |       |
| 8. Juni  | Erik Bohlin                        | schwedischer Radrennfahrer                                                                                      | 80    |       |
| 8. Juni  | Walter Dyckerhoff                  | deutscher Industrieller                                                                                         | 79    |       |
| 8. Juni  | Karl Horn                          | deutscher Politiker (NSDAP), MdR                                                                                | 79    |       |
| 8. Juni  | Katharina Klingelhöfer             | deutsche Politikerin (SPD), Mitglied der Stadtverordnetenversammlung von Groß-Berlin, Mitglied des Abgeordne... | 88    |       |
| 8. Juni  | Nathan Homer Knorr                 | US-amerikanischer Funktionär der Zeugen Jehovas                                                                 | 72    |       |
| 8. Juni  | Gilbert LaBine                     | kanadischer Bergbau-Unternehmer                                                                                 | 87    |       |
| 8. Juni  | Louis Landi                        | französischer Fußballspieler                                                                                    | 36    |       |
| 8. Juni  | Hanns G. Reissner                  | deutschamerikanischer Historiker                                                                                | 74    |       |
| 8. Juni  | Philipp Alois von Schoeller        | österreichischer Wirtschaftsfunktionär, Bankier und Politiker                                                   | 85    |       |
| 9. Juni  | István Békeffy                     | ungarischer Komödienautor, Kabarettist, Drehbuchautor                                                           | 75    |       |
| 9. Juni  | Germano Boettcher Sobrinho         | brasilianischer Fußballnationaltorhüter                                                                         | 66    |       |
| 9. Juni  | Franz Dirlmeier                    | deutscher Klassischer Philologe                                                                                 | 72    |       |
| 9. Juni  | Gustav Doetsch                     | deutscher Mathematiker                                                                                          | 84    |       |
| 9. Juni  | Friedrich-Carl Rabe von Pappenheim | deutscher Generalleutnant und Diplomat                                                                          | 82    |       |
| 10. Juni | Harry Goldstein                    | deutscher Kaufmann und Vorsitzender der jüdischen Gemeinde in Hamburg                                           | 96    |       |
| 10. Juni | Florence von Hoffmann              | deutsche Politikerin (CDU), MdL                                                                                 | 86    |       |
| 11. Juni | Gerhard Bohne                      | deutscher evangelischer Religionspädagoge                                                                       | 82    |       |
| 11. Juni | Karl Buck                          | deutscher SS-Hauptsturmführer und Lagerkommandant                                                               | 82    |       |
| 11. Juni | Rinaldo Dal Fabbro                 | italienischer Dokumentarfilmer und Drehbuchautor                                                                | 68    |       |
| 11. Juni | Robert Dinsmore Harrison           | US-amerikanischer Politiker                                                                                     | 80    |       |
| 11. Juni | Walter Parrisius                   | deutscher Mediziner                                                                                             | 85    |       |
| 12. Juni | Philipp Bremen                     | deutscher Politiker (CDU), MdL                                                                                  | 67    |       |
| 12. Juni | Werner Willi Max Eiselen           | südafrikanischer Sozialanthropologe                                                                             |       |       |
| 12. Juni | Ângelo Gammaro                     | brasilianischer Schwimmer und Wasserballspieler                                                                 | 81    |       |
| 12. Juni | Hans Toussaint                     | deutscher Volkswirt und Politiker (CDU), MdL, MdB                                                               | 75    |       |
| 12. Juni | József Várszegi                    | ungarischer Speerwerfer und Olympiateilnehmer                                                                   | 66    |       |
| 13. Juni | Tor Bergeron                       | schwedischer Meteorologe                                                                                        | 85    |       |
| 13. Juni | Heinz Brantl                       | österreichischer Journalist                                                                                     | 53    |       |
| 13. Juni | Withers A. Burress                 | US-amerikanischer Generalleutnant (U.S. Army)                                                                   | 82    |       |
| 13. Juni | Tom C. Clark                       | US-amerikanischer Jurist und Justizminister                                                                     | 77    |       |
| 13. Juni | George Cotzias                     | griechisch-US-amerikanischer Mediziner                                                                          | 58    |       |
| 13. Juni | Gerardo Dottori                    | italienischer Maler, Dichter und Autor des Futurismus                                                           | 92    |       |
| 13. Juni | Matthew Garber                     | englischer Schauspieler                                                                                         | 21    |       |
| 13. Juni | Herbert Haag                       | deutscher Organist und Kirchenmusiker                                                                           | 68    |       |
| 13. Juni | Mikko Husu                         | finnischer Skilangläufer                                                                                        | 71    |       |
| 13. Juni | Hans Koeppen                       | deutscher Historiker und Archivar                                                                               | 63    |       |
| 13. Juni | Eric Plessow                       | deutscher Komponist von Unterhaltungsmusik                                                                      | 77    |       |
| 13. Juni | David Sheldrick                    | britischer Gründer des Tsavo-East-Nationalpark in Kenia und Tierforscher                                        | 57    |       |
| 13. Juni | Ruth Wendland                      | evangelische Theologin und deutsche Widerstandskämpferin gegen das NS-Regime                                    | 63    |       |
| 13. Juni | Ken Wray                           | britischer Jazzmusiker                                                                                          | 52    |       |
| 14. Juni | Robert Middleton                   | US-amerikanischer Schauspieler                                                                                  | 66    |       |
| 14. Juni | Alan Mills                         | kanadischer Sänger, Schauspieler und Autor                                                                      | 64    |       |
| 14. Juni | Alex Phillips                      | kanadisch-mexikanischer Kameramann und Kleindarsteller                                                          | 77    |       |
| 14. Juni | Alan Reed                          | US-amerikanischer Schauspieler                                                                                  | 69    |       |
| 15. Juni | Pinchas Burstein                   | polnischer Maler                                                                                                | 50    |       |
| 15. Juni | Heinz Urban                        | deutscher Politiker (SPD), MdL                                                                                  | 52    |       |
| 16. Juni | Wernher von Braun                  | deutsch-US-amerikanischer Raketentechniker und Raumfahrtpionier                                                 | 65    |       |
| 16. Juni | Werner Eggerath                    | deutscher Politiker (SED); MdV, MdL                                                                             | 77    |       |
| 16. Juni | Benjamin W. Lee                    | südkoreanisch-US-amerikanischer theoretischer Physiker                                                          | 42    |       |
| 16. Juni | Gerhard Streit                     | deutscher Jockey im Galopprennsport                                                                             | 63    |       |
| 17. Juni | Alo Bové                           | luxemburgischer Maler                                                                                           | 70    |       |
| 17. Juni | Qian Xingcun                       | chinesischer Literaturwissenschafter                                                                            | 77    |       |
| 17. Juni | Leif Rovsing                       | dänischer Tennisspieler                                                                                         | 89    |       |
| 17. Juni | Eberhard Schmidt                   | deutscher Rechtswissenschaftler                                                                                 | 86    |       |
| 17. Juni | Robert Ulich                       | deutscher Erziehungs- und Literaturwissenschaftler                                                              | 87    |       |
| 18. Juni | Jacqueline Audry                   | französische Filmregisseurin                                                                                    | 68    |       |
| 18. Juni | Arturo Castellanos                 | salvadorianischer Konsul                                                                                        | 83    |       |
| 18. Juni | Gustav Classens                    | deutscher Dirigent                                                                                              | 82    |       |
| 18. Juni | Georg Partheymüller                | deutscher Müller und Politiker                                                                                  | 84    |       |
| 18. Juni | Franco Rol                         | italienischer Automobilrennfahrer                                                                               | 69    |       |
| 18. Juni | Niels Wernich                      | dänisch-deutscher Arzt und Hauptvorsitzender des Bundes Deutscher Nordschleswiger                               | 84    |       |
| 19. Juni | Geraldine Brooks                   | US-amerikanische Schauspielerin                                                                                 | 51    |       |
| 19. Juni | Paul Deutsch                       | deutscher Betriebswirt                                                                                          | 76    |       |
| 19. Juni | Otto Heinrich May                  | deutscher Bibliothekar und Historiker                                                                           | 90    |       |
| 19. Juni | Ali Schariati                      | iranischer Soziologe und Intellektueller                                                                        | 43    |       |
| 19. Juni | Max Scholz                         | deutscher Wirtschaftsfunktionär                                                                                 | 70    |       |
| 19. Juni | Bernhard Wachowsky                 | katholischer Prälat                                                                                             | 84    |       |
| 20. Juni | Abner Biberman                     | US-amerikanischer Schauspieler, Regisseur und Drehbuchautor                                                     | 68    |       |
| 20. Juni | Ella Briggs                        | österreichisch-britische Architektin                                                                            | 97    |       |
| 20. Juni | Siegfried Dombrowski               | deutscher Geheimdienstler, Offizier der Verwaltung Aufklärung                                                   | 60    |       |
| 20. Juni | Günther Leibfried                  | deutscher Physiker                                                                                              | 62    |       |
| 20. Juni | Jules Moriceau                     | französischer Automobilrennfahrer                                                                               | 90    |       |
| 21. Juni | Fritz Genschow                     | deutscher Schauspieler, Filmregisseur und Filmproduzent                                                         | 72    |       |
| 21. Juni | Bruce C. Heezen                    | US-amerikanischer Geologe                                                                                       | 53    |       |
| 21. Juni | Paul Meyle                         | deutscher Politiker (FDP), Oberbürgermeister der Stadt Heilbronn (1948–1967), MdL                               | 76    |       |
| 21. Juni | Albert Römer                       | österreichischer Politiker (ÖVP), Landtagsabgeordneter, Mitglied des Bundesrates                                | 76    |       |
| 21. Juni | Werner Rust                        | deutscher Bibliothekar                                                                                          | 83    |       |
| 22. Juni | Giuseppe Bigogno                   | italienischer Fußballspieler                                                                                    | 67    |       |
| 22. Juni | Harold Calvin Marston Morse        | US-amerikanischer Mathematiker                                                                                  | 85    |       |
| 22. Juni | Elisabeth Müller                   | Schweizer Jugendschriftstellerin                                                                                | 91    |       |
| 22. Juni | Paul Oppenheim                     | deutscher Chemiker, Philosoph, Privatgelehrter und Industrieller                                                | 92    |       |
| 22. Juni | Paul Rosenthal                     | deutscher Politiker (FDP), MdL                                                                                  | 83    |       |
| 23. Juni | Hans Graf                          | deutscher Fußballspieler                                                                                        | 53    |       |
| 23. Juni | Hermann Zvi Guttmann               | deutscher Architekt                                                                                             | 59    |       |
| 23. Juni | Paul Hedqvist                      | schwedischer Architekt                                                                                          | 81    |       |
| 23. Juni | Laurentius Hora                    | österreichischer Naturwissenschaftler, Pädagoge, Jugendseelsorger und Organist                                  | 76    |       |
| 23. Juni | Francis Spain                      | US-amerikanischer Eishockeyspieler                                                                              | 68    |       |
| 24. Juni | Edith Eccles                       | britische Klassische Archäologin                                                                                | 66    |       |
| 24. Juni | Nathalie Henneberg                 | französische Schriftstellerin                                                                                   | 66    |       |
| 24. Juni | Hans Kaiser                        | deutscher Apotheker und Lebensmittelchemiker                                                                    | 86    |       |
| 24. Juni | Elmar Michel                       | deutscher Staatsbeamter                                                                                         | 80    |       |
| 24. Juni | Iwan Nikolajewitsch Wesselowski    | russischer Ingenieur und Wissenschaftshistoriker                                                                | 84    |       |
| 25. Juni | Olave Baden-Powell                 | britische Mitgründerin der Pfadfinderinnen                                                                      | 88    |       |
| 25. Juni | Otto Hölzl                         | deutscher Bergmann und Paläontologe                                                                             | 79    |       |
| 25. Juni | Sue Kaufman                        | US-amerikanische Schriftstellerin                                                                               | 50    |       |
| 25. Juni | Friedrich Krauss                   | deutscher Bauforscher                                                                                           | 76    |       |
| 25. Juni | Robert Skelton                     | US-amerikanischer Schwimmer                                                                                     | 74    |       |
| 25. Juni | Petko Stajnow                      | bulgarischer Komponist                                                                                          | 80    |       |
| 25. Juni | Endre Szervánszky                  | ungarischer Komponist                                                                                           | 65    |       |
| 25. Juni | Erich Thilo                        | deutscher Chemiker                                                                                              | 78    |       |
| 25. Juni | Irene Utpadel                      | deutsche Politikerin (SPD), MdL                                                                                 | 60    |       |
| 26. Juni | Walter Kennedy                     | US-amerikanischer Manager, zweiter Commissioner der NBA                                                         | 65    |       |
| 26. Juni | Sergei Jakowlewitsch Lemeschew     | sowjetischer Opernsänger                                                                                        | 74    |       |
| 26. Juni | Karl Marz                          | deutscher Landwirt und Politiker (DemP, FDP)                                                                    | 78    |       |
| 26. Juni | Ulrich Neuenschwander              | Schweizer reformierter Theologe                                                                                 | 54    |       |
| 26. Juni | Otto Riemer                        | deutscher Musikhistoriker, -schriftsteller und -kritiker                                                        | 74    |       |
| 26. Juni | Hermann Schäufele                  | deutscher Geistlicher und Erzbischof von Freiburg                                                               | 70    |       |
| 27. Juni | Karl Flöttl                        | österreichischer Politiker (SPÖ), Abgeordneter zum Nationalrat, Mitglied des Bundesrates                        | 75    |       |
| 27. Juni | Hans Karl Müller                   | deutscher Ophthalmologe                                                                                         | 78    |       |
| 28. Juni | Hans Büchenbacher                  | deutscher Philosoph und Anthroposoph                                                                            | 89    |       |
| 28. Juni | Walentina Konstantinowna Fokina    | sowjetische Hürdenläuferin und Sprinterin                                                                       | 57    |       |
| 28. Juni | Heinrich Gutermuth                 | deutscher Gewerkschafter, Vorsitzender der IG Bergbau und Energie                                               | 79    |       |
| 28. Juni | Hans Pappenberger                  | deutscher Kommunalpolitiker                                                                                     | 71    |       |
| 28. Juni | Takis Zenetos                      | griechischer Architekt der Moderne                                                                              |       |       |
| 29. Juni | Émile Compard                      | französischer Maler                                                                                             | 76    |       |
| 29. Juni | Hermann Dutt                       | deutscher Architekt und Politiker                                                                               | 42    |       |
| 29. Juni | Mario Fubini                       | italienischer Romanist, Französist und Literaturwissenschaftler                                                 | 77    |       |
| 29. Juni | Carl Hesberg                       | deutscher Politiker (CDU), MdB                                                                                  | 78    |       |
| 29. Juni | Wiktor Hoechsman                   | polnischer Radrennfahrer                                                                                        | 82    |       |
| 29. Juni | György Kutasi                      | ungarischer Wasserballspieler                                                                                   | 66    |       |
| 29. Juni | Magda Lupescu                      | dritte morganatische Ehefrau des rumänischen Königs Karl II.                                                    | 80    |       |
| 29. Juni | José Vanzzino                      | uruguayischer Fußballspieler                                                                                    | 84    |       |
| 29. Juni | Dagfin Werenskiold                 | norwegischer Maler und Bildhauer                                                                                | 84    |       |
| 29. Juni | Giovanni Ziggiotto                 | italienischer Motorradrennfahrer                                                                                | 22    |       |
| 30. Juni | Joseph Francis Donnelly            | US-amerikanischer Geistlicher, Weihbischof in Hartford                                                          | 68    |       |
| 30. Juni | Walter C. Dowling                  | US-amerikanischer Diplomat                                                                                      | 71    |       |
| 30. Juni | Emanuel Geering                    | Schweizer Bauingenieur                                                                                          | 81    |       |
| 30. Juni | Karl Haegele                       | deutscher Notar und Fachbuchautor                                                                               | 73    |       |
| 30. Juni | Paul Hartmann                      | deutscher Schauspieler                                                                                          | 88    |       |
| 30. Juni | Ferdinand Nagl                     | österreichischer Jurist und Politiker (ÖVP)                                                                     | 86    |       |
| 30. Juni | Karl Scherm                        | deutscher Fußballspieler                                                                                        | 73    |       |
| 30. Juni | Erich Übelacker                    | deutscher Automobilkonstrukteur                                                                                 | 77    |       |
| 30. Juni | Georg Züblin                       | Schweizer Oberstkorpskommandant                                                                                 | 73    |       |
| Juni     | Carl Pruitt                        | US-amerikanischer R&B- und Jazzmusiker                                                                          |       |       |
| Juni     | Robert L. Simpson                  | US-amerikanischer Filmeditor                                                                                    | 66    |       |
| Juni     | Harald Wolff                       | deutscher Schauspieler und Synchronsprecher                                                                     | 68    |       |